# Dougherty Township (Iowa)
Dougherty Township est un township, du comté de Cerro Gordo en Iowa, aux États-Unis,.
Le township est nommé en l'honneur de Daniel Dougherty, un pionnier.

## Source de la traduction
- (en) Cet article est partiellement ou en totalité issu de l’article de Wikipédia en anglais intitulé « Dougherty Township, Cerro Gordo County, Iowa » (voir la liste des auteurs).